# Ruta Estatal de Alabama 26
La Ruta Estatal de Alabama 26, y abreviada SR 26 (en inglés: Alabama State Route 26) es una carretera estatal estadounidense ubicada en el Condado de Russell  en el estado de Alabama. La carretera inicia en el Oeste desde la AL 51     en Hurtsboro sigue en sentido Este hasta finalizar en la US 431     en Seale, tiene una longitud de 23,4 km (14.5 mi).

## Mantenimiento
Al igual que las autopistas interestatales, y las rutas federales y el resto de carreteras estatales, la Ruta Estatal de Alabama 26 es administrada y mantenida por el Departamento de Transporte de Alabama por sus siglas en inglés ALDOT.